# I. e. 332
Évszázadok: i. e. 5. század – i. e. 4. század – i. e. 3. század
Évtizedek: i. e. 380-as évek – i. e. 370-es évek – i. e. 360-as évek – i. e. 350-es évek – i. e. 340-es évek – i. e. 330-as évek – i. e. 320-as évek – i. e. 310-es évek – i. e. 300-as évek – i. e. 290-es évek – i. e. 280-as évek
Évek: i. e. 337 – i. e. 336 – i. e. 335 – i. e. 334 –  i. e. 333 – i. e. 332 – i. e. 331 – i. e. 330 – i. e. 329 – i. e. 328 – i. e. 327

## Események

### Makedónia
- III. Dareiosz perzsa király másodszor is békét ajánl, hajlandó hatalmas váltságdíjat fizetni a családjáért, feladni az Eufrátesztől nyugatra fekvő területeket és felajánlja lánya kezét egy szövetségért cserébe. Nagy Sándor elutasítja az ajánlatot, elfoglalja Damaszkuszt és hét hónapnyi ostrom után Türoszt is. Türoszban hatezren esnek el a harcokban, majd Nagy Sándor kétezer lakost keresztre feszíttet, a többieket (kb. 30 ezer embert) eladják rabszolgának.
- Míg Parmenión Szíriát tartja megszállva, Nagy Sándor Gázát ostromolja két hónapon át és megsebesül a vállán. Gáza eleste után a makedónok harc nélkül elfoglalják Egyiptomot, ahol a helybeliek felszabadítóként fogadják őket. Nagy Sándor a telet Egyiptomban tölti és Deinokratész tervei szerint megalapítja Alexandriát.

### Itália
- Rómában Cnaeus Domitius Calvinust és Aulus Cornelius Cossus Arvinát választják consullá. Mivel gall támadás híre érkezik,  Marcus Papirius Crassust dictatorrá nevezik ki, bár a hír vaklármának bizonyul.
- A tarentumiakat segítő I. Alexandrosz épeiroszi király Paestum közelében megveri a lucanusok és szamniszok közös seregét.[1]

## Fordítás
- Ez a szócikk részben vagy egészben  a(z)   332 BC című angol Wikipédia-szócikk ezen változatának fordításán alapul.  Az eredeti cikk szerkesztőit annak laptörténete sorolja fel. Ez a jelzés csupán a megfogalmazás eredetét és a szerzői jogokat jelzi, nem szolgál a cikkben szereplő információk forrásmegjelöléseként.